# Ереванско-Армянская епархия
Ерева́нско-Армя́нская епа́рхия (арм. Երեվանի եվ Հայաստանի թեմ) — епархия Русской православной церкви на территории Республики Армения с центром в городе Ереване.
Кафедральный собор — Покровский храм в Ереване. Управляющий епархией — архиепископ Подольский и Люберецкий Аксий (Лобов) (с 27 декабря 2023 года).

## История
13 декабря 1912 года решением Святейшего синода для окормления православной паствы на территориях исторической Армении, входящих в пределы Российской империи, было учреждено Эриванское викариатство Мцхетско-Карталинской епархии Грузинского экзархата. Данное викариатство окормляло православное население Эриванской губернии, Карсской области и, вероятно, Лорийской волости Борчалинского уезда Тифлисской губернии.

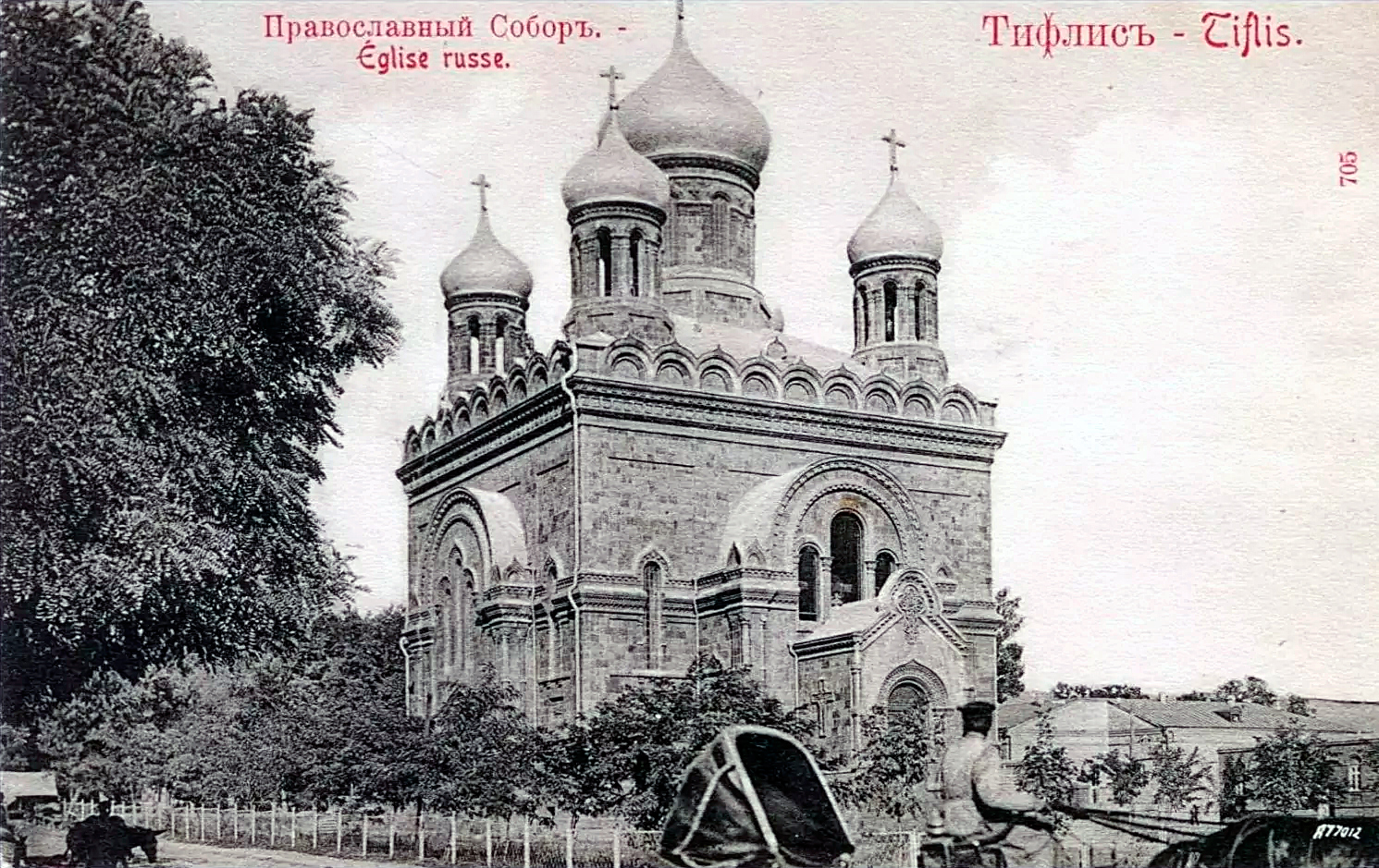
Собор Николая Чудотворца на Соборной площади в Ереване

После провозглашения автокефалии Грузинской православной церкви (март 1917 года), 10 июля 1917 года для русских и других негрузинских православных приходов Закавказья был учреждён Кавказский экзархат, в юрисдикцию которого вошло и Эриванское викариатство, возможно, как епархия. В ведении викариатства к тому времени находилось свыше 30 православных церквей в Александрополе, Карсе, Эривани, Сарыкамыше, Каракурте, Кагызмане, Джалал-Оглы, Канакере, Ольты, в сёлах Арзни, Димитров, Анкаван и других населённых пунктах.
На Поместном соборе Православной российской церкви 1917—1918 годов от Эриванского викариатства присутствовали проживавшие в Карсе клирик карсского Спасо-Преображенского собора священник Алексий Параскевов и инспектор народных училищ Н. В. Политов.

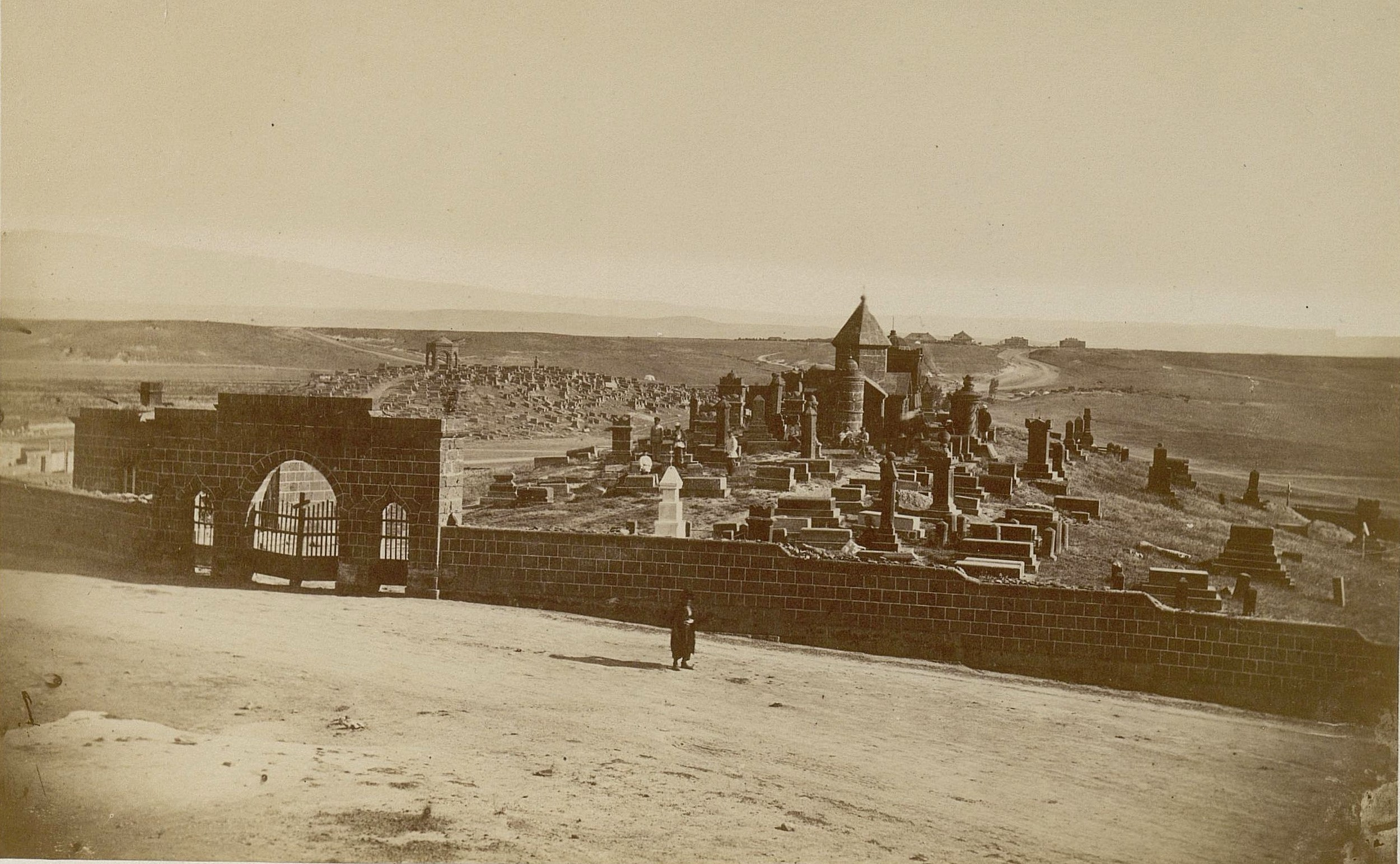
Александрополь. Военное кладбище «Холм Чести». 1870-е годы

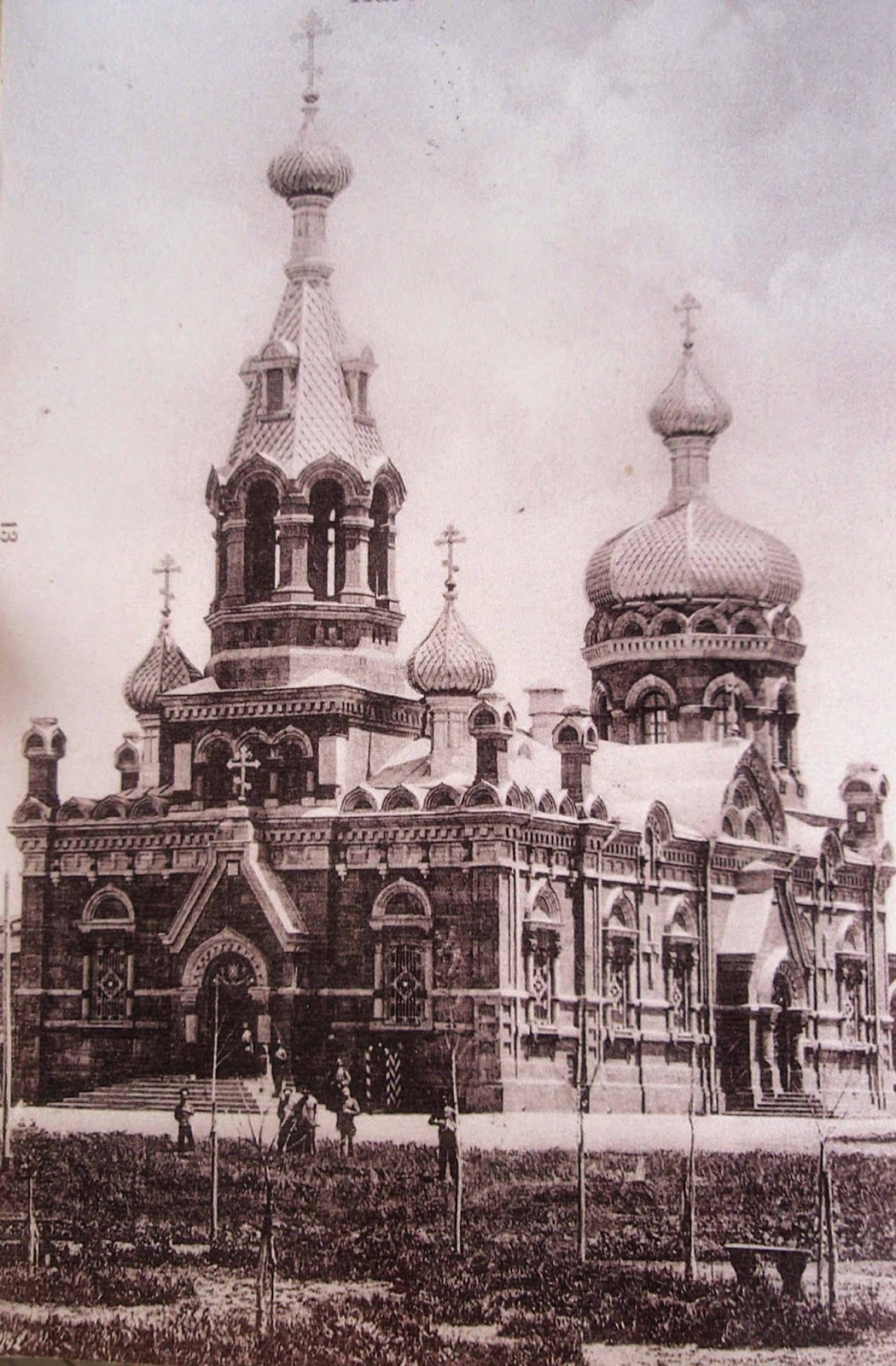
Храм Святителя Арсения Сербского, Александрополь, начало XX века

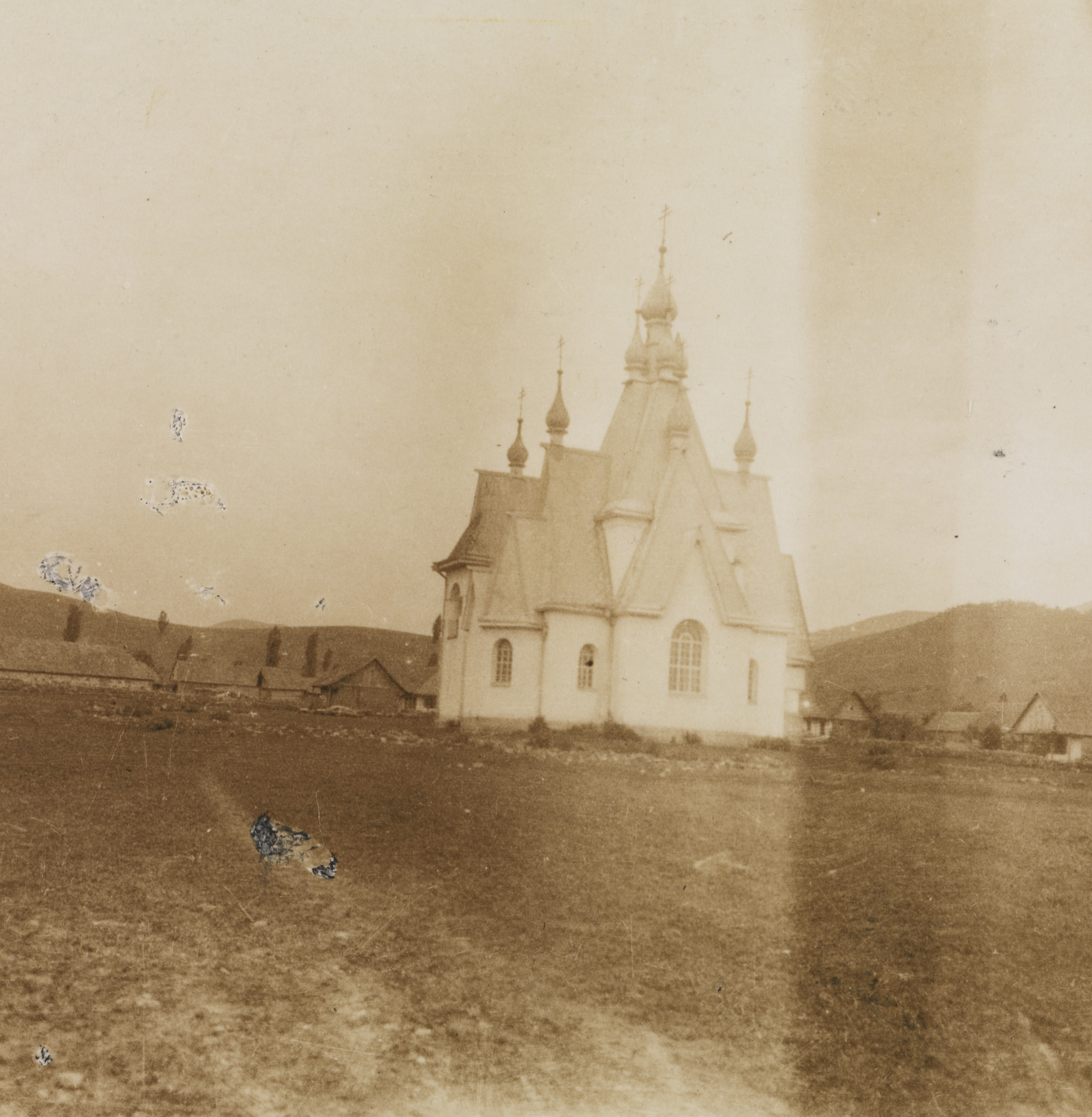
Церковь Николая Чудотворца, Амракиц, начало XX века

С упразднением 21 февраля 1920 года Кавказского экзархата Эриванское викариатство, вероятнее всего, было также упразднено. Возможно, оно в этот период было восстановлено как полноценная епархия. Так, известно, что 17 (30) ноября 1924 года патриархом Московским и всея России Тихоном в сослужении митрополита Крутицкого Петра в Москве во епископа Эриванского был хиротонисан архимандрит Антоний (Романовский). Одновременно с хиротонией епископ Антоний был назначен управляющим Сухумской епархией РПЦ (по формулировке других источников, хиротонисан во епископа Сухумского и Ереванского). В январе 1927 года епископ Антоний был арестован и помещён в Бутырскую тюрьму, позже выслан в Марийскую автономную область, 27 февраля (или 12 марта) 1929 года перемещён на Донскую кафедру. 23 ноября 1928 — 3 апреля 1930 года Эриванской кафедрой, а также Сухумской и Сумской епархиями управлял епископ Бакинский Серафим (Протопопов). О других управляющих этой кафедрой в то время не известно. Возможно, приходами Русской православной церкви в Армении продолжали управлять последующие епископы Бакинские: Никон (Пурлевский) (1930), Валериан (Рудич) (1930—1931), а затем и временные управляющие Бакинской епархией Митрофан (Поликарпов) (1931—1933) и Александр (Раевский) (1933). Но уже с 1933 года Бакинская кафедра не замещалась.
19 ноября 1943 года Священный синод Русской православной церкви, восстановив евхаристическое общение с Грузинской православной церковью, в том числе постановил: «просить Святейшего Патриарха-Католикоса принимать к своему разрешению церковные дела и православных русских приходов, находящихся в Армении, которые хотя и проживают вне пределов Грузинской ССР, но по дальности расстояния и другим подобным внешним причинам затрудняются обратиться к подлежащей русской церковной власти».
Историк Русской православной церкви в Армении иеромонах Давид (Абрамян) насчитал в общей сложности около шестидесяти православных приходов, существовавших на территории Армении и Карабаха в царское время. В советский период практически все они были закрыты, а многие разрушены. Большинство храмов не сохранилось, некоторые заброшены, другие пребывают в полуразрушенном состоянии.
В 1989 году патриарх Московский и всея Руси Пимен в ответ на обращение общины села Димитрова Арташатского района направил иеромонаха Макария (Оганесяна) служить в храм во имя мучеников Кирика и Иулитты. Иеромонах Макарий стал первым в послевоенный период священником Русской православной церкви, который приехал постоянно служить в Армению.
В 1991 году русские православные приходы вошли в подчинение Краснодарской и Кубанской епархии Русской православной церкви. С октября 1994 года приходы Московского патриархата на территории Армении входили в Майкопскую епархию, а затем — в Екатеринодарскую.
По словам протоиерея Арсения Григорянца, в начале 1990-х годов большинство прихожан Русской православной церкви в Армении были славянами, однако многие уехали в период парада суверенитетов, когда повсеместно начались националистические всплески с недоброжелательным отношением к русским, и к 2016 году «наша община, по неофициальным подсчётам, процентов на восемьдесят состоит из этнических армян. Остальная часть — это русские, украинцы, белорусы; есть греки, грузины, езиды, курды. Конечно, большей частью они русскоязычные, но есть много людей с армянским образованием».
27 декабря 2016 года Священный синод, рассмотрев вопрос об архипастырском окормлении приходов Русской православной церкви в Республике Армения, образовал патриаршее благочиние в составе приходов, находящихся в Республике Армения. Современная Русская православная церковь не включает Армению в перечень стран, составляющих, согласно Уставу РПЦ, её «каноническую территорию», то есть территорию своей исключительной церковной юрисдикции как поместной церкви. На ноябрь 2019 года в состав благочиния входили 8 храмов, в которых регулярно совершались богослужения и несли послушание 5 священников.
15 октября 2021 года определением Священного синода Русской православной церкви образована Ереванско-Армянская епархия с кафедрой в Ереване. Правящим архиереем с титулом «Ереванский и Армянский» назначен архиепископ Клинский Леонид (Горбачёв), викарий патриарха Московского и всея Руси. 13 октября 2022 года Священный синод РПЦ утвердил Устав епархии. 23 марта 2023 года в министерстве юстиции Республики Армения официально зарегистрирована как церковная организация «Ереванская и Армянская епархия Русской Православной Церкви».

## Епископы
Ереванское (Эриванское) викариатство Мцхетско-Карталинской епархии Грузинского экзархата
- 13 декабря 1912 — 12 февраля 1915 — Пимен (Пегов)
- 12 февраля 1915 — 24 марта 1916 — Леонтий (фон Вимпфен)
- 26 апреля 1916 — 3 июля 1917 — Дамиан (Говоров)

Ереванская (Эриванская) епархия
- 30 ноября 1924 — 12 марта 1927 — Антоний (Романовский)
- 23 ноября 1928 — 16 апреля 1930 — Серафим (Протопопов) (в/у), епископ Бакинский

Патриаршее благочиние приходов Русской Православной Церкви в Республике Армения
- 27 декабря 2016 — 15 октября 2021 — Леонид (Горбачёв), епископ Владикавказский и Аланский (с 4 декабря 2017 — архиепископ, с 24 сентября 2021 — архиепископ Клинский)

Ереванско-Армянская епархия
- 15 октября 2021 — 29 декабря 2021 — Леонид (Горбачёв), архиепископ Ереванский и Армянский
- 29 декабря 2021 — 27 декабря 2023 — Леонид (Горбачёв) (в/у), архиепископ Клинский (с 7 января 2022 — митрополит)
- с 27 декабря 2023 — Аксий (Лобов) (в/у), епископ Подольский и Люберецкий

## Благочиние
По состоянию на февраль 2024 года одно Ереванское благочиние.

## Храмы
По состоянию на 2025 год официально действует 8 храмов, в том числе:
- Храм Покрова Пресвятой Богородицы (Ереван)
- Крестовоздвиженский храм (Ереван)
- Церковь Рождества Пресвятой Богородицы (Ванадзор)
- Церковь Святого Архангела Михаила (Гюмри)
- Храм мученицы царицы Александры Римской (Гюмри) (при российской 102-й ордена Александра Невского военной базе)
- Храм блаженной Матроны Московской (Гюмри) (при российской 102-й ордена Александра Невского военной базе)
- Домовый храм Успения Пресвятой Богородицы (при монастырской общине Покрова Пресвятой Богородицы города Еревана)
- Храм Святых Кирика и Иулитты (Димитров)

прочие
- Храм Святителя Арсения Сербского (Гюмри) — не действует, нуждается в реставрации
- Церковь Николая Чудотворца (Амракиц) — в стадии реставрации
- Храм Архистратига Михаила (Привольное, Армения) — с конца 2024 года планируют проводить службы примерно раз в месяц

На территории епархии находился снесённый православный Никольский собор в Ереване.

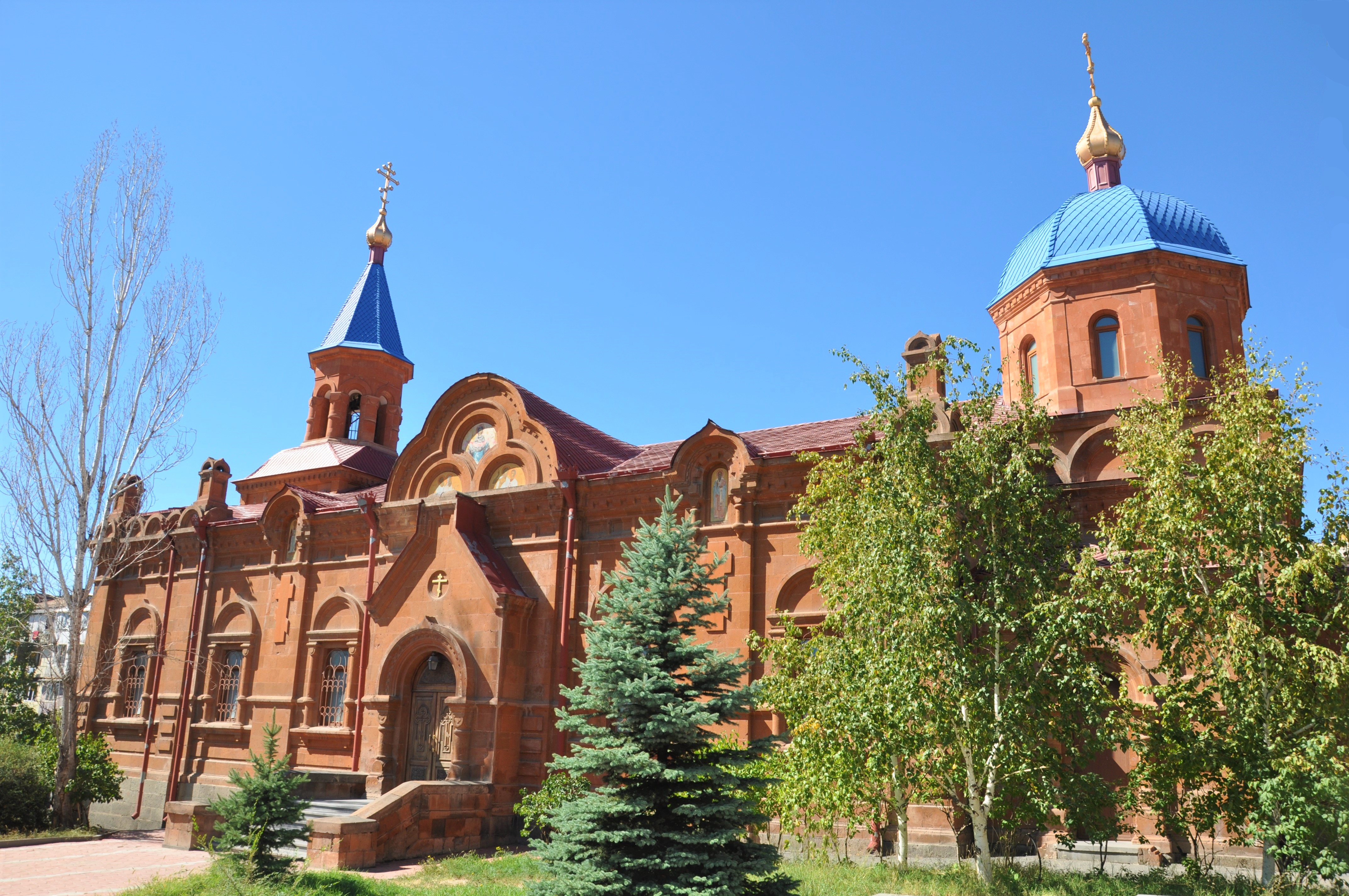
Храм Покрова Пресвятой Богородицы, Ереван
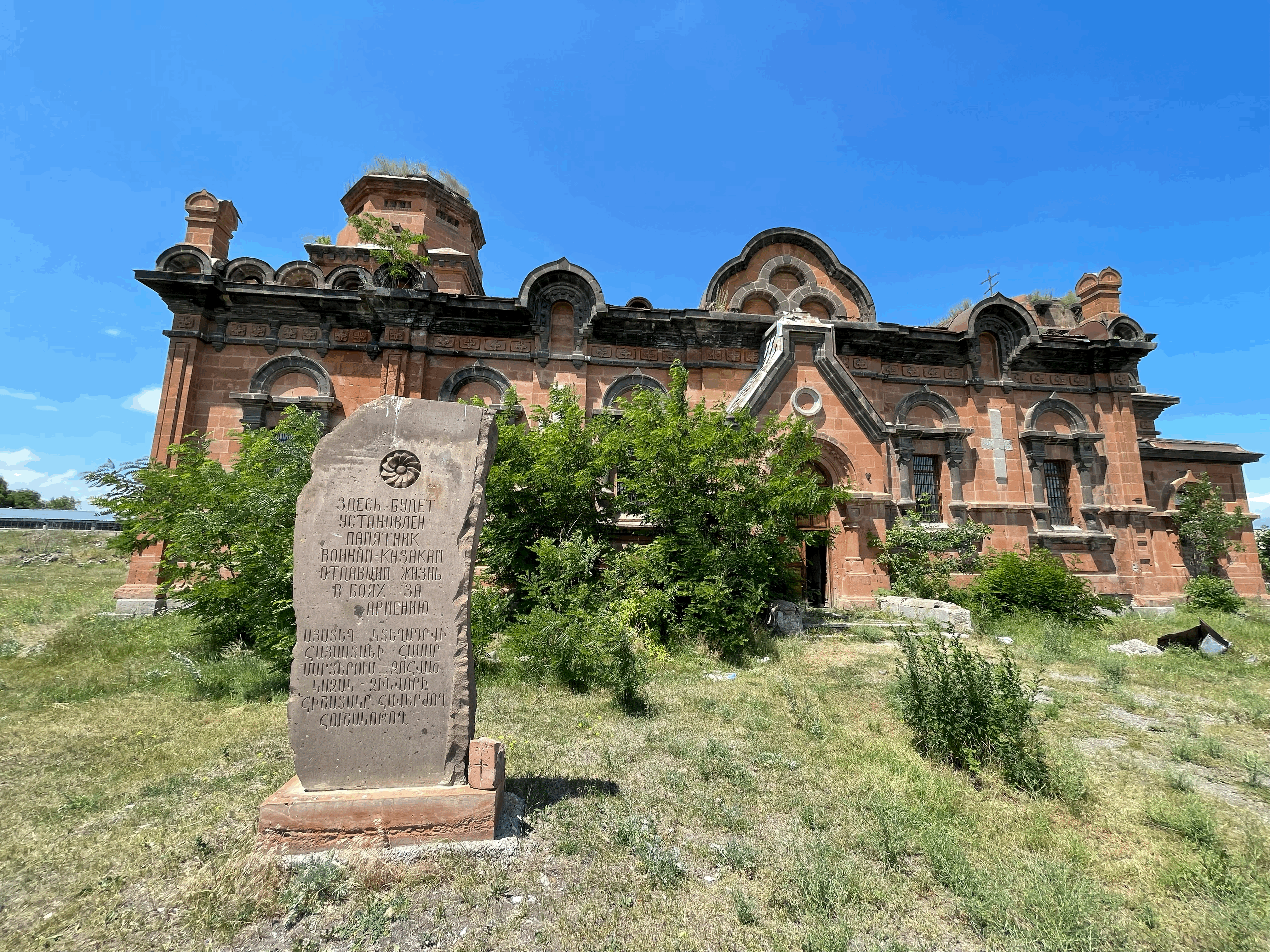
Храм Святителя Арсения Сербского на Казачьем посту, Гюмри
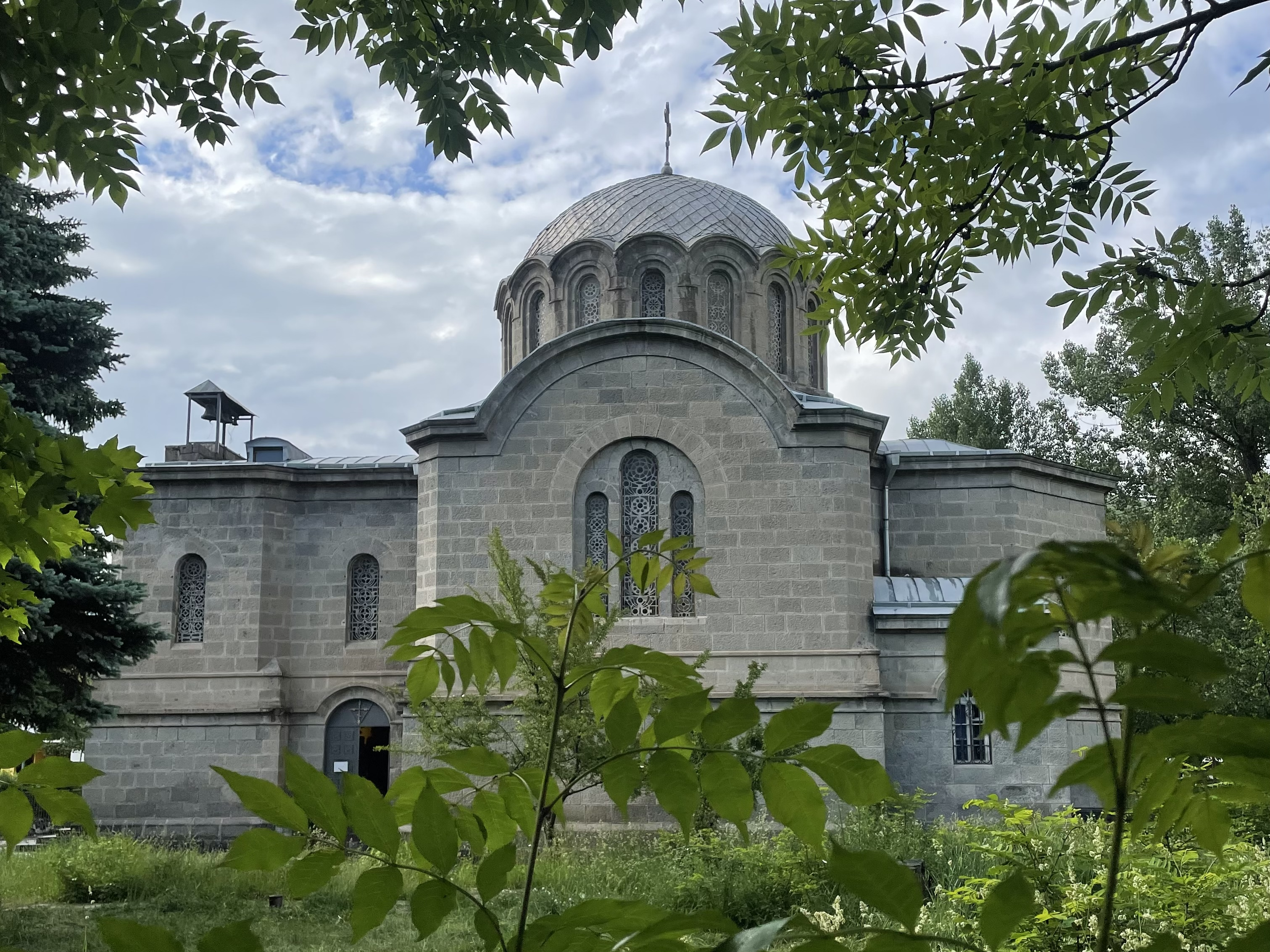
Храм Рождества Пресвятой Богородицы, Ванадзор
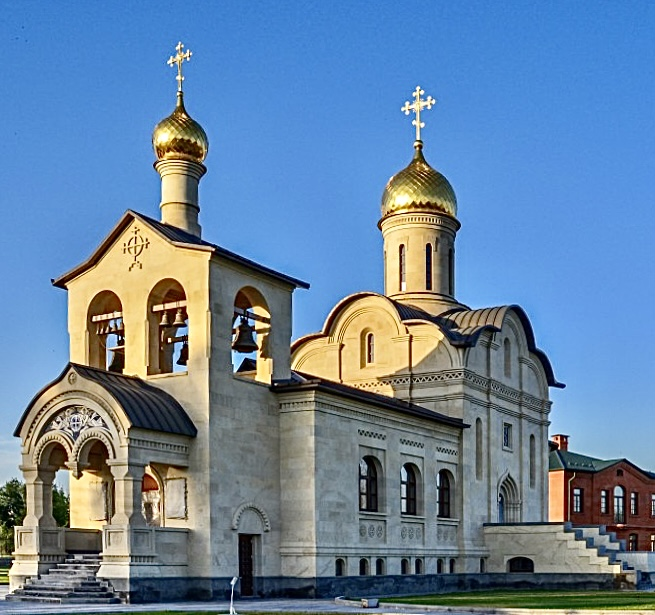
Крестовоздвиженский храм
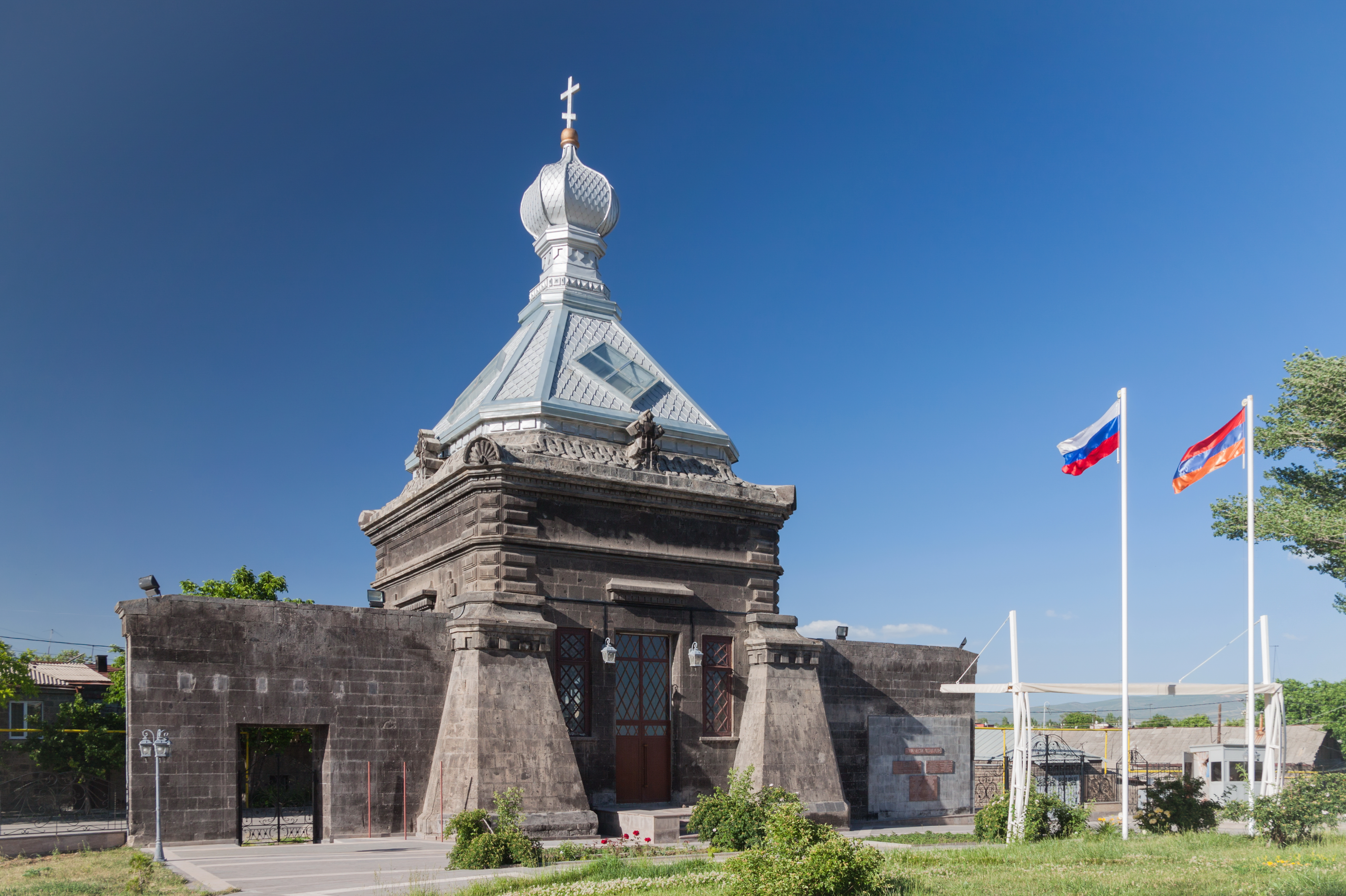
Церковь Святого Архангела Михаила (Гюмри)
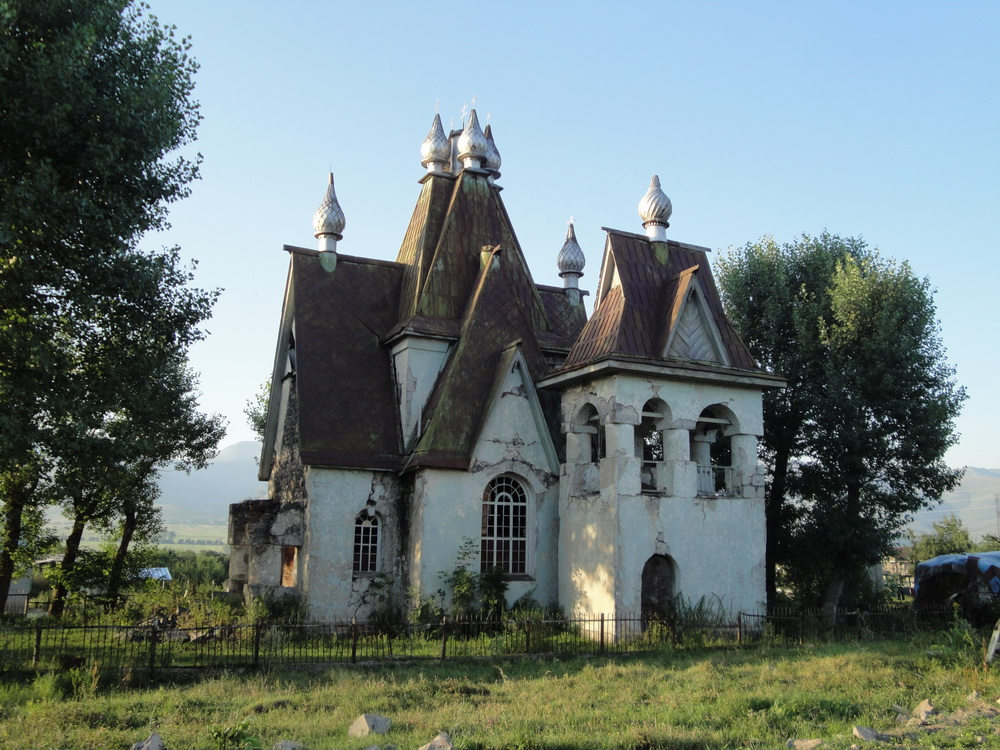
Церковь Николая Чудотворца (Амракиц)
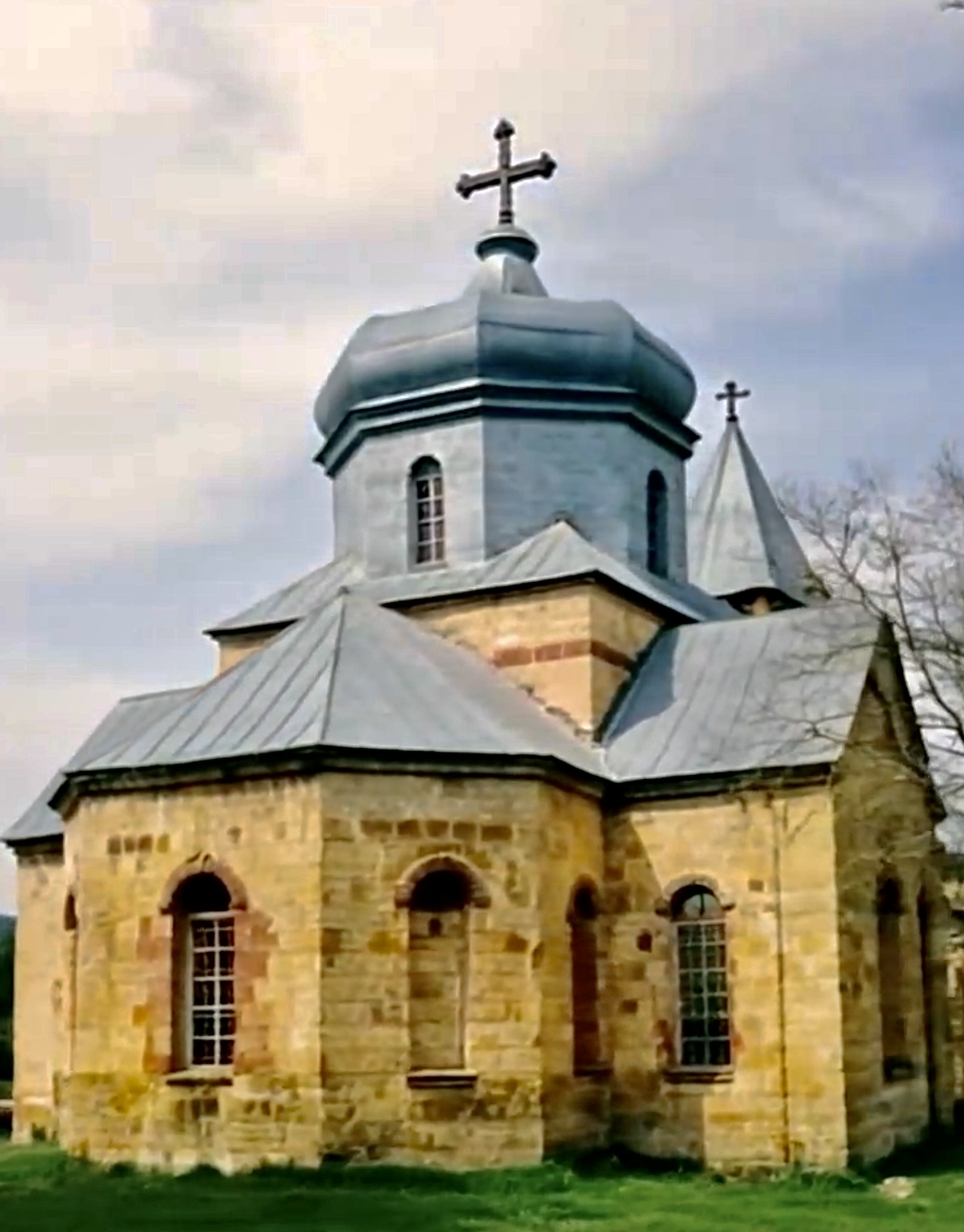
Храм Архистратига Михаила (Привольное, Армения)